# Montaigu (Giura)
Montaigu è un comune francese di 566 abitanti situato nel dipartimento del Giura nella regione della Borgogna-Franca Contea.

## Società

### Evoluzione demografica
Abitanti censiti